# Étouvy
Étouvy est une ancienne commune française, située dans le département du Calvados en région Normandie, devenue le 1er janvier 2016 une commune déléguée au sein de la commune nouvelle de Souleuvre en Bocage.
Elle est peuplée de 255 habitants.

## Géographie
Étouvy est une commune du Bocage virois, sur la rive gauche de la Vire. Elle est située à 6,5 km au nord de Vire et à 6,5 km au sud-ouest du Bény-Bocage.
Le territoire est traversé par la route départementale no 674 (ancienne nationale 174) reliant Vire au sud à Saint-Lô au nord. Dans le bourg, elle croise la D 295 qui rejoint Saint-Sever-Calvados au sud-ouest. Le bourg d'Étouvy et celui de La Graverie sont directement reliés par l'ancien tracé de la nationale 174 empruntant un pont sur la Vire. L'accès à l'A84 est à Guilberville (échangeur 40) à 11,5 km au nord.
Étouvy est dans le bassin de la Vire qui délimite le territoire à l'est. Son court affluent, le ruisseau du Bezat, marque la limite avec Campagnolles et Sainte-Marie-Laumont au nord. Une frange sud du territoire — peu étendu — est sur le versant nord du val de Brévogne.
Le point culminant (134 m) se situe à l'ouest, près du lieu-dit la Maloiselière. Le point le plus bas (82 m) correspond à la sortie de la Vire du territoire, au nord. La commune est bocagère.
Le climat est océanique, comme dans tout l'Ouest de la France. La station météorologique la plus proche est Caen-Carpiquet, à 46 km, mais Granville-Pointe du Roc est à moins de 55 km. Le Bocage virois s'en différencie toutefois pour la pluviométrie annuelle qui, à Étouvy, avoisine les 900 mm.
| Sainte-Marie-Laumont (comm. nouv. de Souleuvre en Bocage), Campagnolles | Sainte-Marie-Laumont (comm. nouv. de Souleuvre en Bocage) | La Graverie (comm. nouv. de Souleuvre en Bocage) |
| Campagnolles                                                            | Étouvy                                                    | La Graverie (comm. nouv. de Souleuvre en Bocage) |
| Coulonces (comm. nouv. de Vire Normandie)                               | Coulonces (comm. nouv. de Vire Normandie)                 | Coulonces (comm. nouv. de Vire Normandie)        |

## Toponymie
Le toponyme est attesté sous la forme Stovicum en 1123. René Lepelley pense à une origine romane du toponyme, composé d’un élément Sto- qui représenterait le mot exitorius « passage » et -vy, évolution régulière à partir du latin  vicus « village », concordant ainsi à la topographie des lieux à l'époque.
Le gentilé est Étouvien.

## Histoire
Étouvy se situe sur l'ancienne voie romaine menant de Vieux à Avranches où cet axe franchissait la Vire. Au Moyen Âge, l'antique voie devient un chemin montois et une foire, toujours existante, y est créée.
Le 1er janvier 2016, Étouvy intègre avec dix-neuf autres communes la commune de Souleuvre en Bocage créée sous le régime juridique des communes nouvelles instauré par la loi no 2010-1563 du 16 décembre 2010 de réforme des collectivités territoriales. Les communes de Beaulieu, Le Bény-Bocage, Bures-les-Monts, Campeaux, Carville, Étouvy, La Ferrière-Harang, La Graverie, Malloué, Montamy, Mont-Bertrand, Montchauvet, Le Reculey, Saint-Denis-Maisoncelles, Sainte-Marie-Laumont, Saint-Martin-des-Besaces, Saint-Martin-Don, Saint-Ouen-des-Besaces, Saint-Pierre-Tarentaine et Le Tourneur deviennent des communes déléguées et Le Bény-Bocage est le chef-lieu de la commune nouvelle.

## Politique et administration
| Période                                  | Période       | Identité          | Étiquette | Qualité |
| ---------------------------------------- | ------------- | ----------------- | --------- | ------- |
| ?                                        | 1977          | René Maupas       |           |         |
| 1977                                     | 1989          | Michel Thiel      | PR        |         |
| 1989                                     | mars 2014     | Pierre Cholet     | SE        |         |
| mars 2014                                | décembre 2015 | Jean-Marc Lafosse | SE        |         |
| Les données manquantes sont à compléter. |               |                   |           |         |

Le conseil municipal était composé de onze membres dont le maire et deux adjoints. Ces conseillers intègrent au complet le conseil municipal de Souleuvre en Bocage le 1er janvier 2016 jusqu'en 2020 et Jean-Marc Lafosse devient maire délégué d'Étouvy.

## Démographie
En 2022, la commune comptait 255 habitants. Depuis 2004, les enquêtes de recensement dans les communes de moins de 10 000 habitants ont lieu tous les cinq ans (en 2007, 2012, 2017, etc. pour Étouvy) et les chiffres de population municipale légale des autres années sont des estimations.
| 1793 | 1800 | 1806 | 1821 | 1831 | 1836 | 1841 | 1846 | 1851 |
| ---- | ---- | ---- | ---- | ---- | ---- | ---- | ---- | ---- |
| 83   | 178  | 173  | 206  | 189  | 188  | 201  | 202  | 207  |

| 1856 | 1861 | 1866 | 1872 | 1876 | 1881 | 1886 | 1891 | 1896 |
| ---- | ---- | ---- | ---- | ---- | ---- | ---- | ---- | ---- |
| 170  | 149  | 155  | 151  | 146  | 153  | 169  | 142  | 135  |

| 1901 | 1906 | 1911 | 1921 | 1926 | 1931 | 1936 | 1946 | 1954 |
| ---- | ---- | ---- | ---- | ---- | ---- | ---- | ---- | ---- |
| 121  | 115  | 116  | 109  | 113  | 114  | 128  | 132  | 100  |

| 1962 | 1968 | 1975 | 1982 | 1990 | 1999 | 2007 | 2012 | 2017 |
| ---- | ---- | ---- | ---- | ---- | ---- | ---- | ---- | ---- |
| 122  | 136  | 152  | 198  | 227  | 279  | 300  | 302  | 287  |

| 2019 | - | - | - | - | - | - | - | - |
| ---- | - | - | - | - | - | - | - | - |
| 283  | - | - | - | - | - | - | - | - |

## Économie et activité
Une fois par an, le dernier week-end d'octobre, la commune accueille une foire millénaire. Cette foire agricole et commerciale, de renommée régionale, est aujourd'hui complétée d'une fête foraine.
Une minoterie est présente sur les bords de la Vire.

## Lieux et monuments
- Église Saint-Martin du XIVe siècle, abritant plusieurs œuvres classées à titre d'objets aux Monuments historiques[14].

## Personnalités liées à la commune
- Nicolas Lalleman (1764-1814), poète satirique, auteur d'Ituvienses nundinae (la foire d'Étouvy).